# Адміністративний устрій Турківського району
Адміністративний устрій Турківського району — адміністративно-територіальний устрій Турківського району Львівської області на 1 міську раду, 1 селищну раду та 31 сільська рада, які об'єднують 67 населених пунктів і підпорядковані Турківській районній раді. Адміністративний центр — місто Турка.

## Список радТурківського району
| №  | Назва                            | Центр              | Населені пункти                                                   | Площа км² | Місце за площею | Населення (2001), осіб. | Місце за населенням |
| -- | -------------------------------- | ------------------ | ----------------------------------------------------------------- | --------- | --------------- | ----------------------- | ------------------- |
| 1  | Турківська міська рада           | м. Турка           | м. Турка                                                          |           |                 |                         |                     |
| 2  | Боринська селищна рада           | смт Бориня         | смт Бориня                                                        |           |                 |                         |                     |
| 3  | Бітлянська сільська рада         | с. Бітля           | с. Бітля с. Сигловате                                             |           |                 |                         |                     |
| 4  | Боберківська сільська рада       | с. Боберка         | с. Боберка с. Дністрик-Дубовий                                    |           |                 |                         |                     |
| 5  | Верхненська сільська рада        | с. Верхнє          | с. Верхнє с. Нижнє с. Яворів                                      |           |                 |                         |                     |
| 6  | Верхньовисоцька сільська рада    | с. Верхнє Висоцьке | с. Верхнє Висоцьке                                                |           |                 |                         |                     |
| 7  | Верхньогусиненська сільська рада | с. Верхнє Гусне    | с. Верхнє Гусне с. Нижнє Гусне                                    |           |                 |                         |                     |
| 8  | Верхньояблунська сільська рада   | с. Верхня Яблунька | с. Верхня Яблунька                                                |           |                 |                         |                     |
| 9  | Вовченська сільська рада         | с. Вовче           | с. Вовче                                                          |           |                 |                         |                     |
| 10 | Головська сільська рада          | с. Головське       | с. Головське с. Зубриця с. Кринтята                               |           |                 |                         |                     |
| 11 | Завадівська сільська рада        | с. Завадівка       | с. Завадівка с. Лосинець с. Мельничне с. Ясенка-Стецьова          |           |                 |                         |                     |
| 12 | Ільницька сільська рада          | с. Ільник          | с. Ільник с. Закіпці с. Ліктів с. Радич                           |           |                 |                         |                     |
| 13 | Ісаївська сільська рада          | с. Ісаї            | с. Ісаї                                                           |           |                 |                         |                     |
| 14 | Карпатська сільська рада         | с. Карпатське      | с. Карпатське                                                     |           |                 |                         |                     |
| 15 | Комарницька сільська рада        | с. Комарники       | с. Комарники с. Буковинка с. Закичера с. Зворець                  |           |                 |                         |                     |
| 16 | Красненська сільська рада        | с. Красне          | с. Красне                                                         |           |                 |                         |                     |
| 17 | Кривківська сільська рада        | с. Кривка          | с. Кривка с. Івашківці                                            |           |                 |                         |                     |
| 18 | Ластівківська сільська рада      | с. Ластівка        | с. Ластівка с. Коритище с. Свидник                                |           |                 |                         |                     |
| 19 | Либохорська сільська рада        | с. Либохора        | с. Либохора                                                       |           |                 |                         |                     |
| 20 | Лімнянська сільська рада         | с. Лімна           | с. Лімна с. Бережок с. Жукотин                                    |           |                 |                         |                     |
| 21 | Мохнатська сільська рада         | с. Мохнате         | с. Мохнате с. Матків                                              |           |                 |                         |                     |
| 22 | Нижньовисоцька сільська рада     | с. Нижнє Висоцьке  | с. Нижнє Висоцьке с. Заріччя с. Ропавське с. Штуковець с. Яблунів |           |                 |                         |                     |
| 23 | Нижньотурівська сільська рада    | с. Нижній Турів    | с. Нижній Турів с. Верхній Турів                                  |           |                 |                         |                     |
| 24 | Нижньояблунська сільська рада    | с. Нижня Яблунька  | с. Нижня Яблунька                                                 |           |                 |                         |                     |
| 25 | Присліпська сільська рада        | с. Присліп         | с. Присліп                                                        |           |                 |                         |                     |
| 26 | Риківська сільська рада          | с. Риків           | с. Риків с. Багнувате с. Межигір'я                                |           |                 |                         |                     |
| 27 | Розлуцька сільська рада          | с. Розлуч          | с. Розлуч                                                         |           |                 |                         |                     |
| 28 | Сянківська сільська рада         | с. Сянки           | с. Сянки с. Беньова                                               |           |                 |                         |                     |
| 29 | Хащівська сільська рада          | с. Хащів           | с. Хащів с. Лопушанка                                             |           |                 |                         |                     |
| 30 | Шандровецька сільська рада       | с. Шандровець      | с. Шандровець                                                     |           |                 |                         |                     |
| 31 | Шум'яцька сільська рада          | с. Шум'яч          | с. Шум'яч                                                         |           |                 |                         |                     |
| 32 | Явірська сільська рада           | с. Явора           | с. Явора с. Мала Волосянка с. Стоділка с. Стоділка                |           |                 |                         |                     |
| 33 | Ясеницька сільська рада          | с. Ясениця         | с. Ясениця с. Кіндратів                                           |           |                 |                         |                     |

* Примітки: м. — місто, смт — селище міського типу, с. — село, с-ще — селище